# Céline Van Ouytsel
Céline Van Ouytsel (Herentals, 10 de octubre de 1996) es una modelo y reina de belleza belga. Fue ganadora de Miss Bélgica 2020 y representante del país en Miss Mundo 2021.

## Biografía
Van Ouytsel nació en Herentals, en la región neerlandófona de Flandes de Bélgica. Van Ouytsel estudió en la Universidad de Amberes, donde se licenció en Derecho.
Van Ouytsel comenzó su carrera en el mundo del espectáculo en 2015, quedando en segundo lugar en Miss Amberes 2016, por detrás de la ganadora de Miss Bélgica 2016, Lenty Frans. Volvió al mundo del espectáculo cuatro años después, cuando compitió y ganó Miss Amberes 2020.
Tras ganar Miss Amberes, Van Ouytsel tuvo la oportunidad de competir en Miss Bélgica 2020, representando a Amberes. En Miss Bélgica, Van Ouytsel se presentó como "Miss Legally Blonde", en referencia a su licenciatura en Derecho, a su físico, su pelo rubio y a que le encantaba el color rosa, al igual que la protagonista de la película, Elle Woods, interpretada por Reese Witherspoon. Van Ouytsel incluso conduce un 4×4 rosa. Debido a su fuerte presencia en Internet, Van Ouytsel también recibió el título especial de Miss Redes Sociales en Miss Bélgica. Mientras competía en la sección de trajes de noche de Miss Bélgica, Van Ouytsel se cayó en el escenario, lo que provocó que un sujetador que había sido pegado a su vestido se cayera y quedara en el escenario; esto recibió una amplia atención en los medios de comunicación belgas.
A pesar de su caída, Van Ouytsel fue coronada como Miss Bélgica 2020. Esto la convirtió en la séptima mujer flamenca consecutiva en ganar, y la quinta procedente de la provincia de Amberes en un lapso de seis años. Como Miss Bélgica, Van Ouytsel tuvo la oportunidad de representar a Bélgica tanto en Miss Universo 2020 como en Miss Mundo 2021, recalando su papel en la segunda cita.